# Визначні пам'ятки Мальме
Ма́льме (швед. Malmö) — місто на півдні Швеції в лені Сконе. Один з найбільших портів на Балтійському морі. Третє за кількістю населення місто Швеції.
Мальме цікаве своїми пам'ятками як середньовічними та і модерними. В середньовічній архітектурі відрізняється від інших шведських міст через вплив Данії та Німеччини.

## Середньовічні пам'ятки

### Церква святого Петра

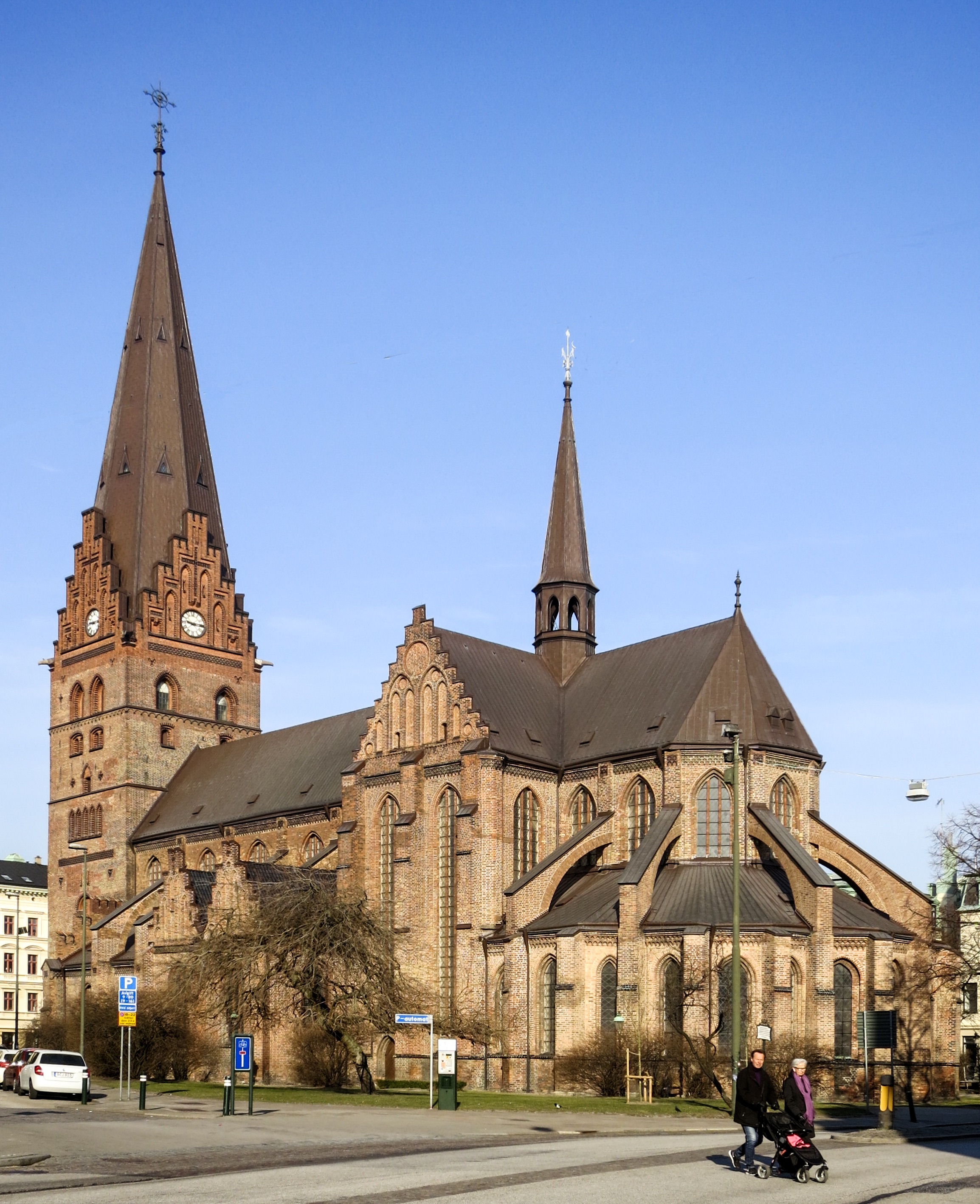

Церква святого Петра була побудована у 1319 році в готичному стилі, її вежу заввишки 105 метрів можна побачити здалеку.
Церква зазнала руйнівної реконструкції приблизно в 1850 році, що знищила майже весь старий дерев'яний інтер'єр. Підлога церкви був вкрита старими надгробками, більшість з них було зламано. Між 1904 і 1906 роками зроблено спробу відновити внутрішнє оздоблення церкви.
Дерев'яний вівтар церкви Святого Петра є одним з найбільших вівтарів у Північній Європі. Орган кінця XV століття знаходиться в Музеї Мальме. У церкві безліч епітафій. Майже всі вони зроблені з каменю, коли при «відновленні» церкви в середині XIX століття згоріли всі старі дерев'яні конструкції і майже всі дерев'яні пам'ятки. Більшість збережених епітафій бере свій початок у XVII столітті і проплачені заможними бюргерами для того, щоб мати свої гробниці всередині церкви.

### Замок Мальме

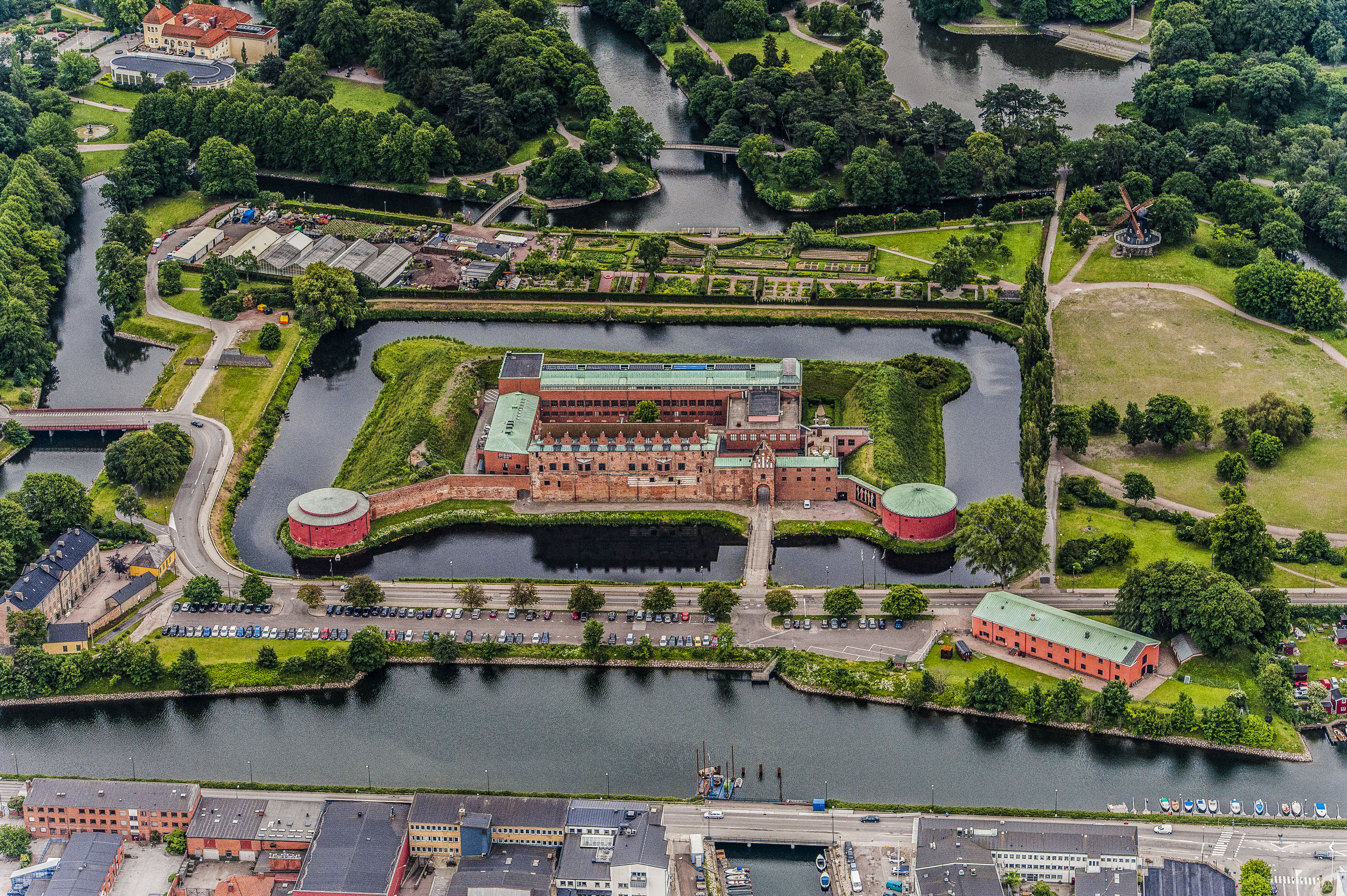
Замок Мальме

Замок Мальме був заснований у 1434 році королем Еріком Померанським. Споруда зруйнована на початку XVI століття, і нова будівля зведена на тому ж місці у 1530 році королем Данії Крістіаном III. Історично склалося так, що ця фортеця була одним з найважливіших замків Данії. У період Середньовіччя замок був стратегічно важливим, оскільки з його допомогою здійснювався контроль за пересуванням торгових кораблів Ганзейського союзу. Тут розташовувалися казарми для солдатів і безліч гармат.
Фортеця також використовувалася як в'язниця до 1914 року. Зараз тут розміщуються музей історії, музей мистецтв, акваріум і тераріум. На території замку також знаходиться Комендантський будинок, який використовується для проведення різних виставок.

### Лілла Торг

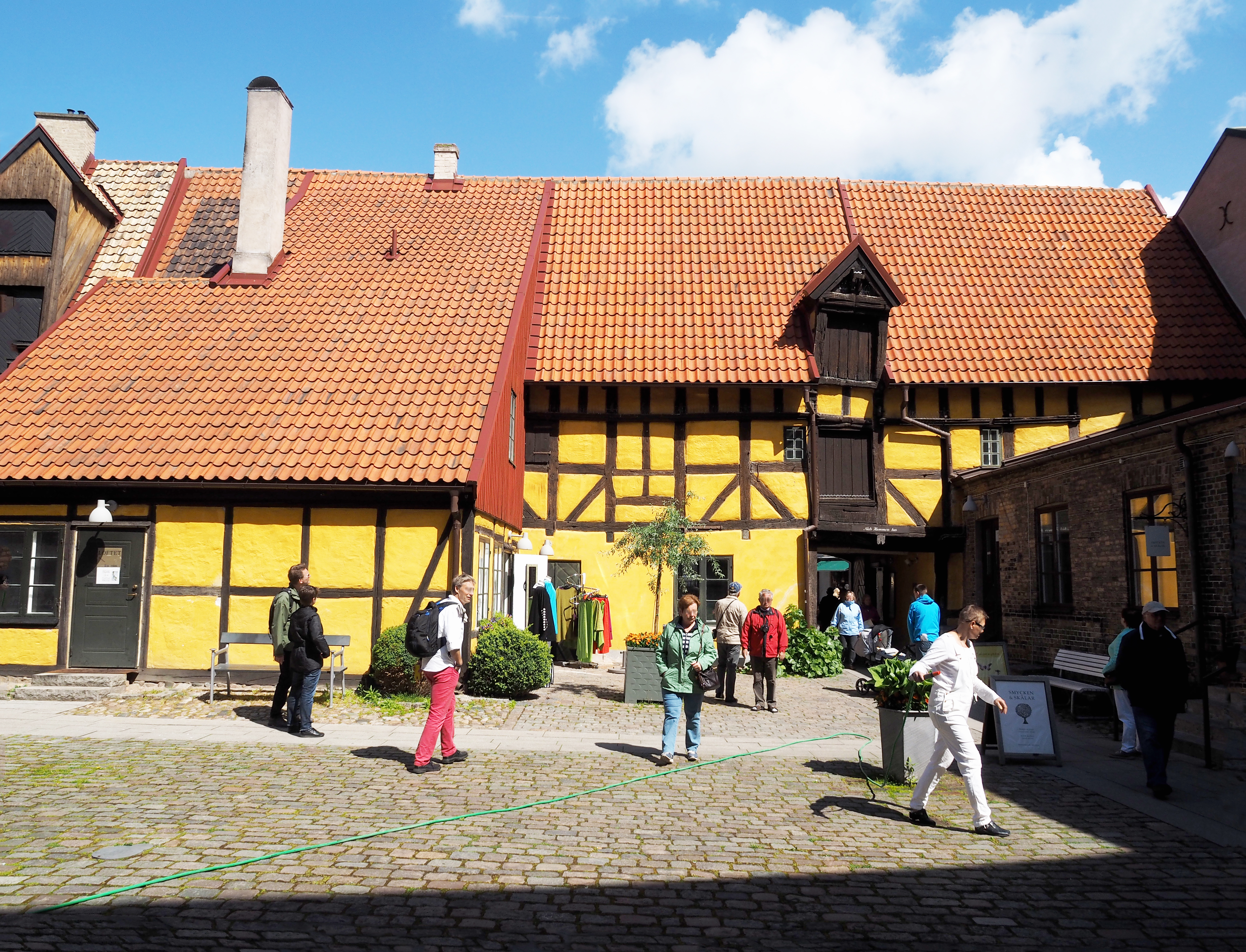
Лілла Торг

Лілла Торг («Маленька площа») була побудована в 1592 році, і багато її споруд датуються тим часом. Після реставрації ці будівлі створили барвистий фон для цієї площі, у період з березня по жовтень повністю набитою ресторанами під відкритим небом. Щороку з 15 грудня і до самого Різдва на площі встановлюють «Лампу, що розмовляє». Ця величезна — розміром з триповерховий будинок — настільна лампа з абажуром, яка не просто стоїть, а світиться та розмовляє шведською мовою. А після Різдва «Лампа» вирушає «кочувати» по іншим площами міста.

## Визначні пам'ятки XIX- початку XX століття

### Ратуша

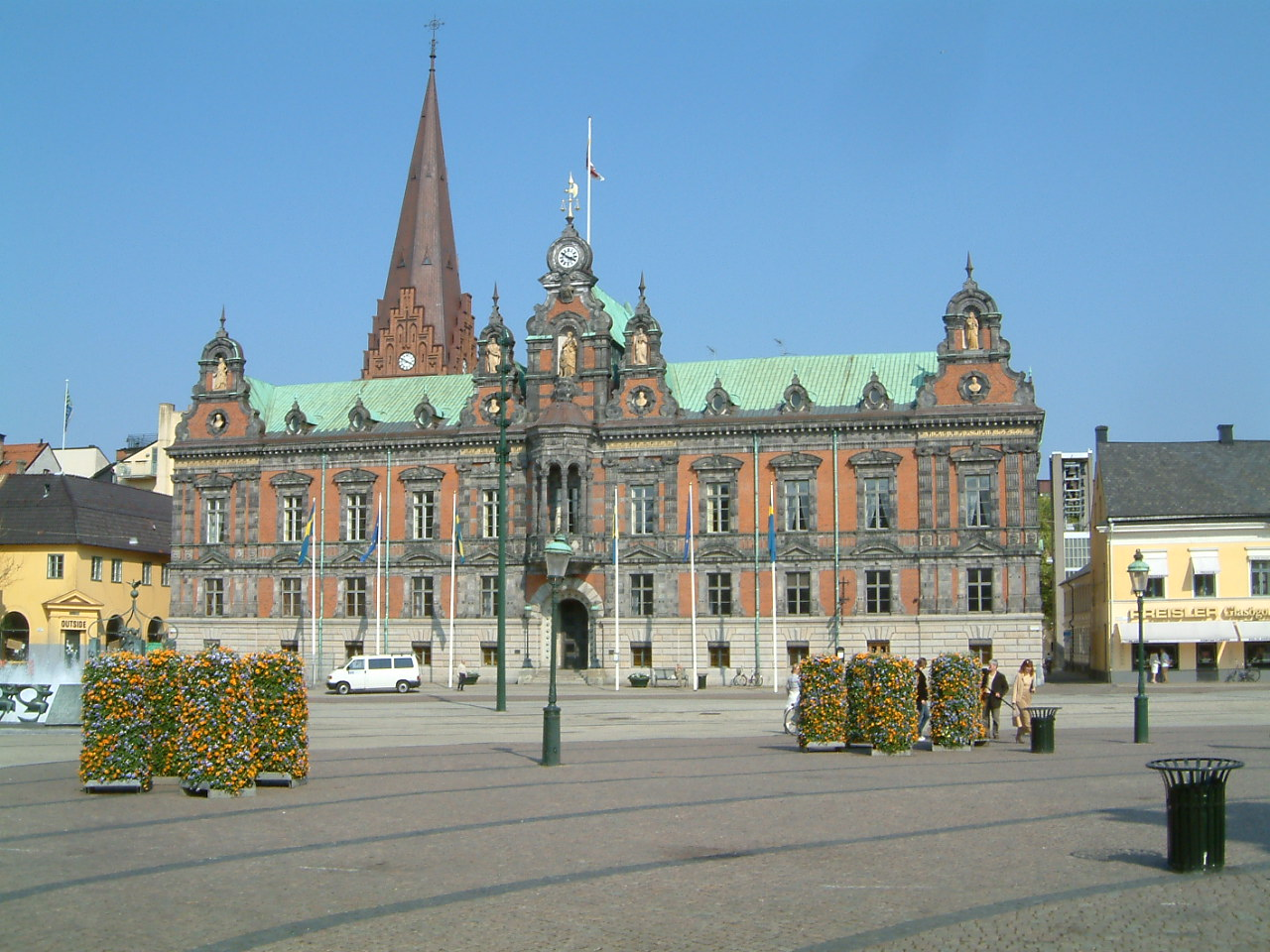
Міська ратуша

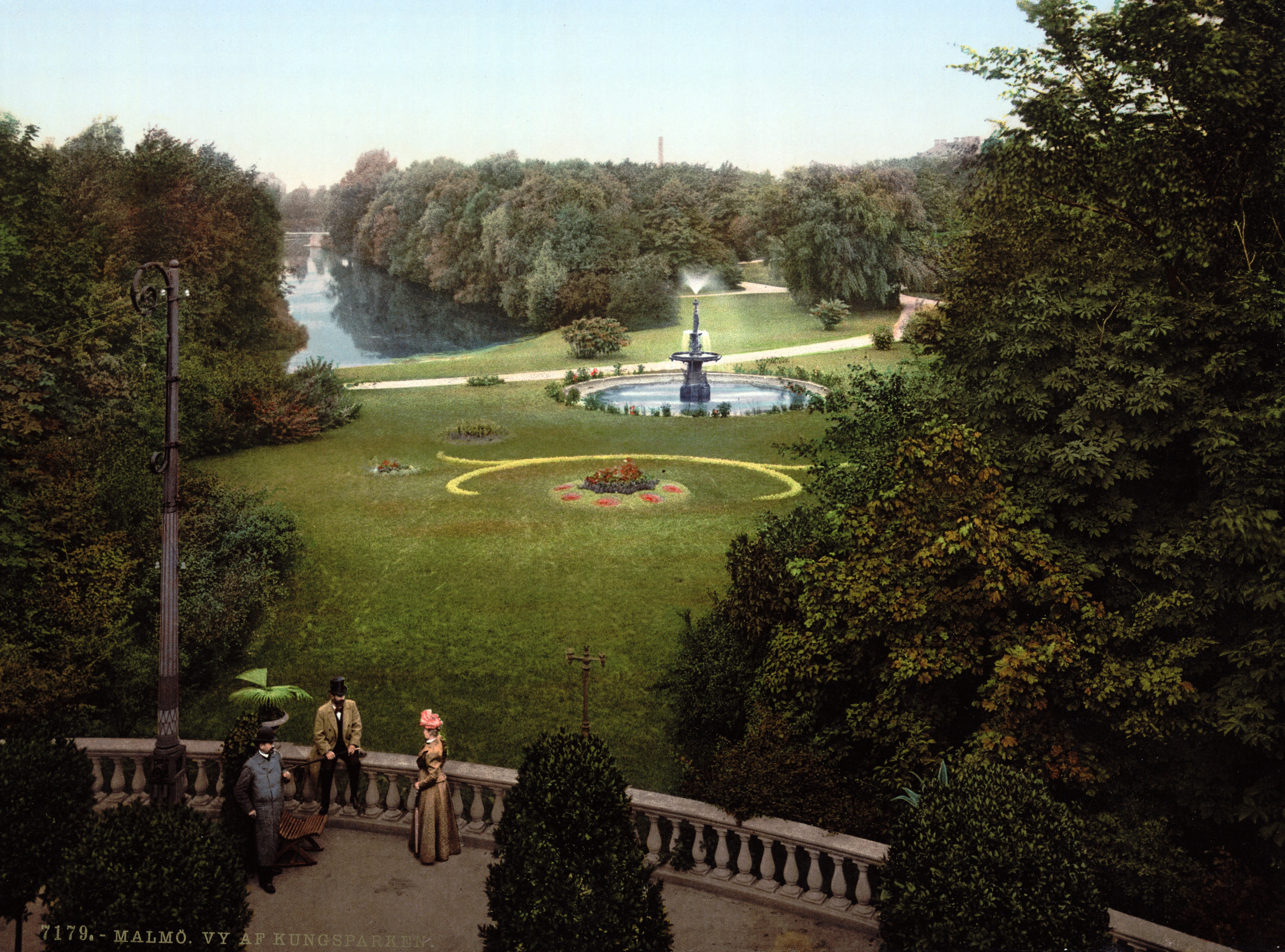
Королівський парк

Міська ратуша Мальме розташована на головній площі Stortorget вирішили побудувати на початку 16 століття: місто росло, старої будівлі стало бракувати. Будівництво затягнулася, але її закінчили до 1547, а так як місто продовжувало зростати — то Ратушу потім ще кілька разів добудовували. Початкова будівля складалося з двох поверхів і підвалу. Сучасний фасад ратуші побудований в голландському стилі епохи Відродження у 1860-х роках. Архітектор Хельго Зеттерваль розробив дуже вільну інтерпретацію того, як оригінальний фасад міг би виглядати. На ньому можна побачити скульптури деяких історично відомих людей міста Мальме. Будівля непогано збереглася і всередині, і зовні.

### Королівський парк
Королівський парк був побудований в англійському стилі в 1869—1870 роках за проєктом данського ландшафтного архітектора Ове Гансена. 1872 року парк був відкритий, і спочатку називався Замковим парком. Король Оскар II у 1881 році відкрив там ресторан. Тому спочатку парк названий парком Короля Оскара, а потім перейменований на Королівський парк.

### Пільдаммспаркен
Пільдаммспаркен (Парк Вербовий ставок) — це район і парк в Мальме. Відкритий на честь Балтійської виставки 1914 року. Парк займає площу 45 гектарів.

### Міська бібліотека

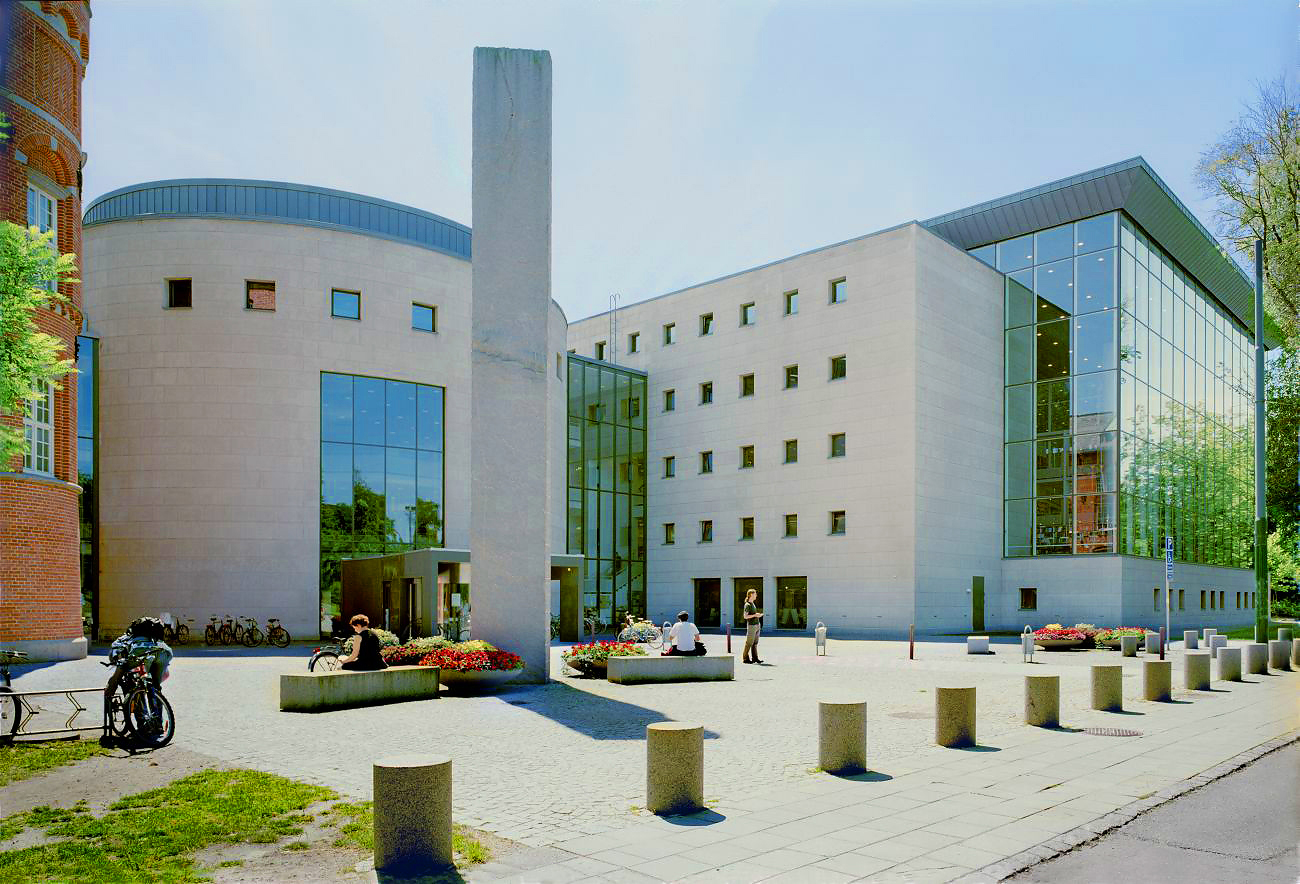
«Циліндр» і «Календар світла»

Міська бібліотека Мальме відкрилася 12 грудня 1905 року в готелі Туннельн. 1946 року бібліотека переїхала у «замок» в Регементсгатансі, який спочатку побудований для музею Мальме і розроблений архітекторами Джоном Смедбергом і Фредріком Сундбергом, які були натхненні замками Данії та Південної Швеції епохи Відродження.
Міська бібліотека Мальме складається з трьох будівель. Перша будівля — це «Календар світла», розроблений данським архітектором Геннінг Ларсеном і відкритий в травні 1997 року. Друга споруда — це замок, відновлений і знову відкритий у вересні 1999 року. Ці два основних корпуси з'єднані між собою третьою будівлею під назвою «Циліндр». У ній розташовуються вхід, інформаційна стійка, місце реєстрації та кафе-магазин.

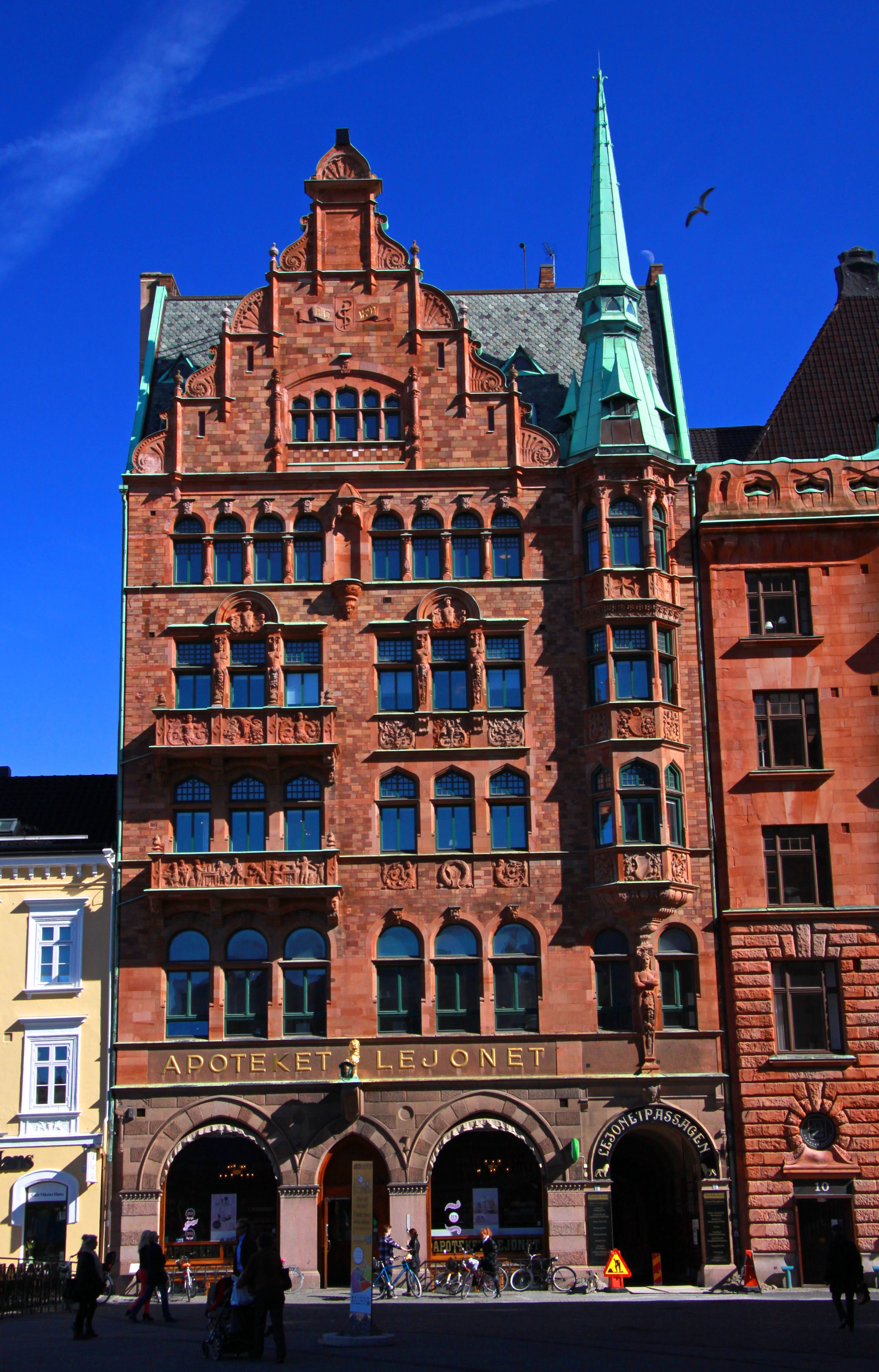
Аптека Лейонет

### Аптека Лейонет

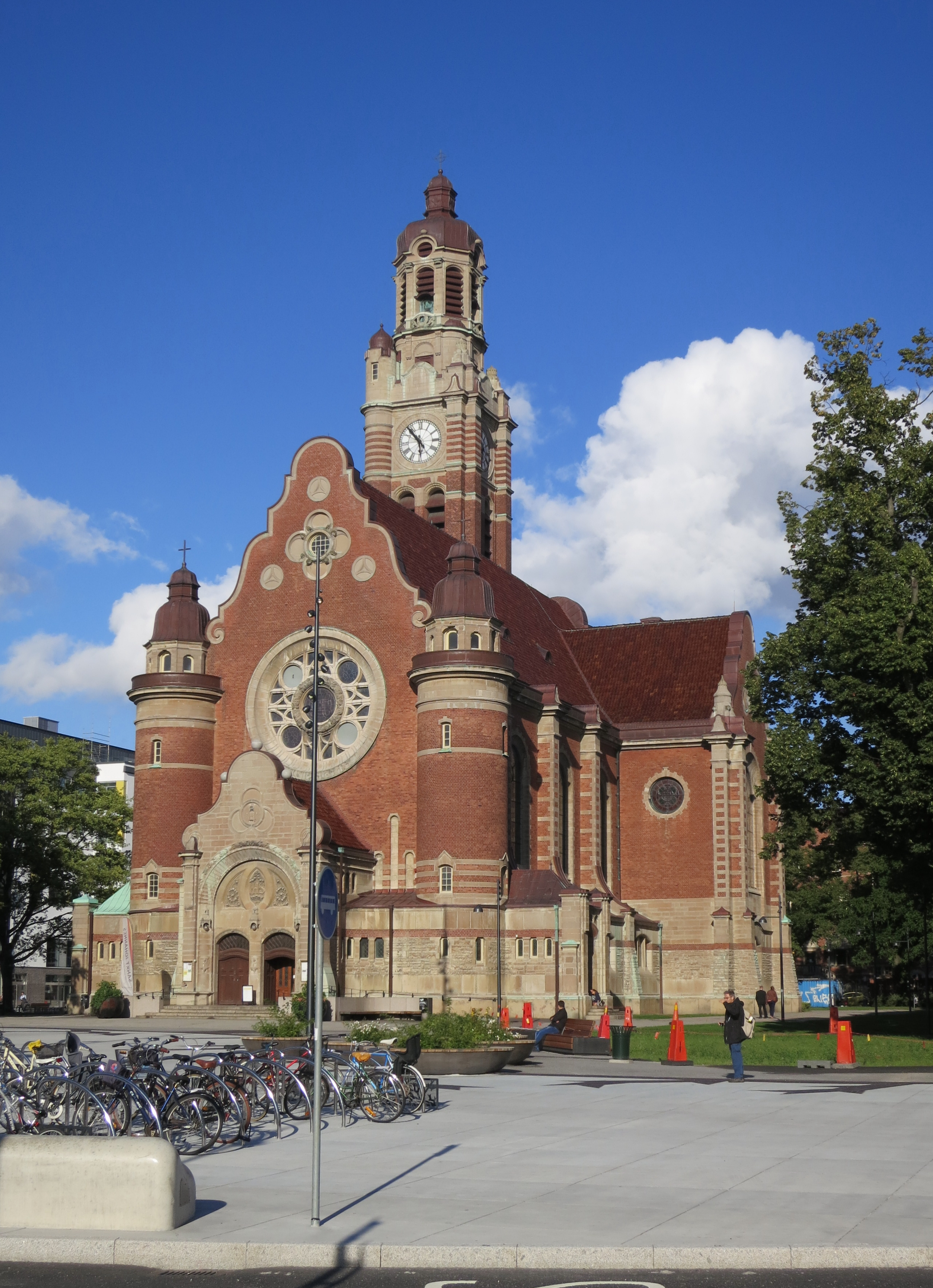
Церква Святого Івана

Аптека «Лейонет» (зі швед. Lejonet — «Лев») на головній площі Мальме є одним з найвідоміших будівель міста з XIX століття. Будівля була побудована в 1896 році в стилі неоренесансу власником аптеки Джоном Тешом. Після будівництва «Лейонет» вважався однією з найкращих аптек того часу.

### Церква Святого Івана
Церква Святого Івана знаходиться неподалік від залізничної станції Тріангельн. Будівля побудована між 1903 і 1907 роками в кварталі для робітників в Меллевонгені за проєктом архітектора Акселя Андерберга. М'які кругові форми типові для церкви в стилі модерн. Її вежа знаходиться в північно-східному кутку будівлі. Там немає ґанку, і двері ведуть прямо в неф. Інтер'єр церкви наповнений трояндами, вирізаними з каменю і дерева.

### Будинок Ебби
У центрі Мальме знаходиться крихітний будиночок з добре збереженим інтер'єром 1910-х років. Усередині будівля виглядає точно так само, як і на початку XX століття, коли Ебба Олссон і її сім'я туди переїхали.

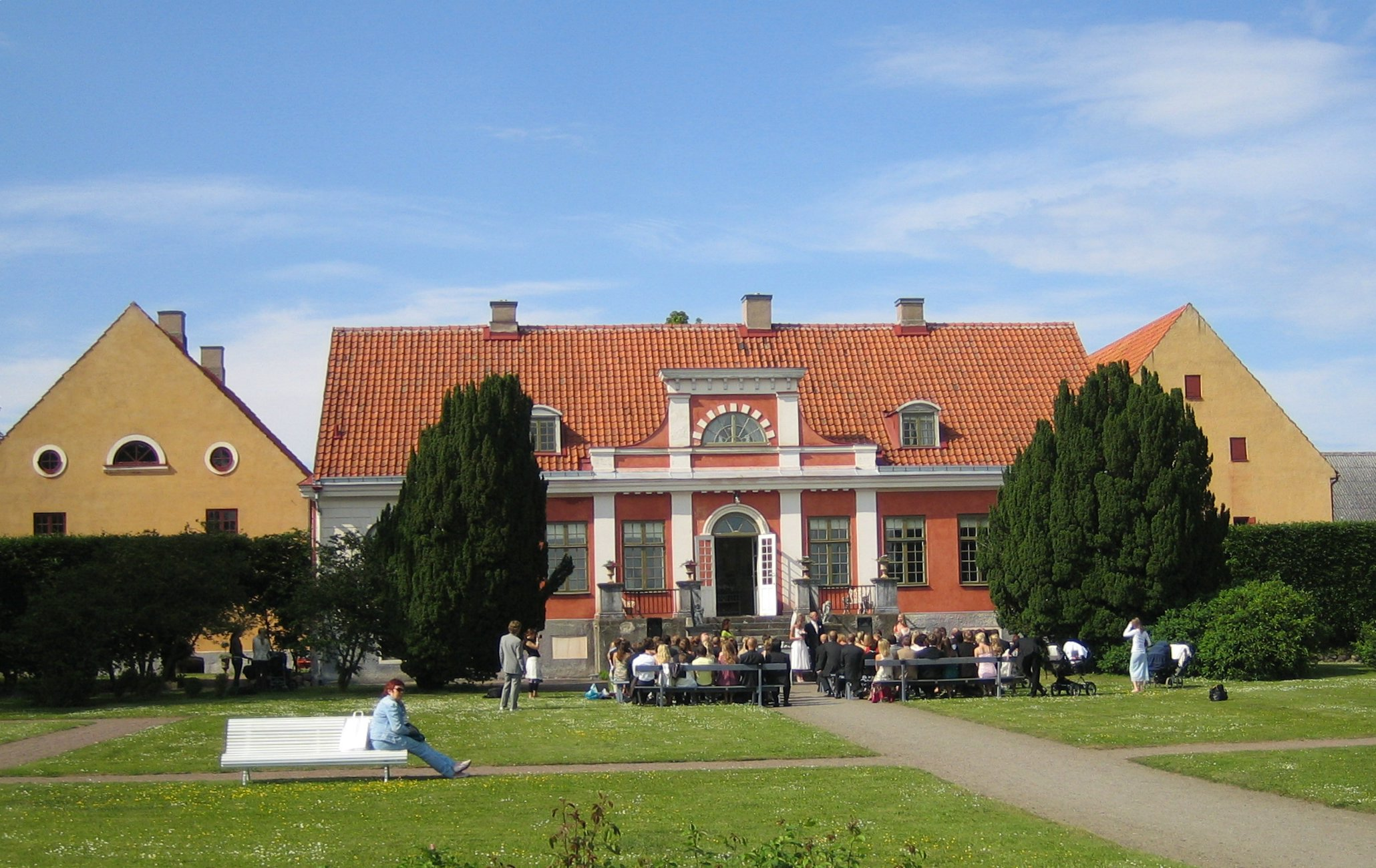
Катрінеторп

У 1991 році найменший музей Мальме був відкритий для публіки. Мета будинку Ебби полягала в тому, щоб його відвідування нагадало про проживання тут сім'ї Олссон. Інтимна домашня атмосфера і численні предмети інтер'єру допомагають людям дізнатися і зрозуміти ту обстановку, у якій колись жило багато людей.

### Катрінеторп
Маєток Катрінеторп, що знаходиться на околиці Мальме, був заснований у 1799 році. Місто Мальме купило ферму в 1937 році, яка здавалася в оренду до 1992 року. Потім почалися реставраційні роботи, і був розроблений план розвитку садів і парків. Зараз маєток є популярним місцем відвідування як для жителів Мальме, так і гостей з далекого зарубіжжя. Ферма використовується для проведення конференцій і вечірок і включає в себе кафе, ресторан і невеликий магазин.

## Сучасні визначні місця (кінець XX—XXI століття)

### Ересуннський міст

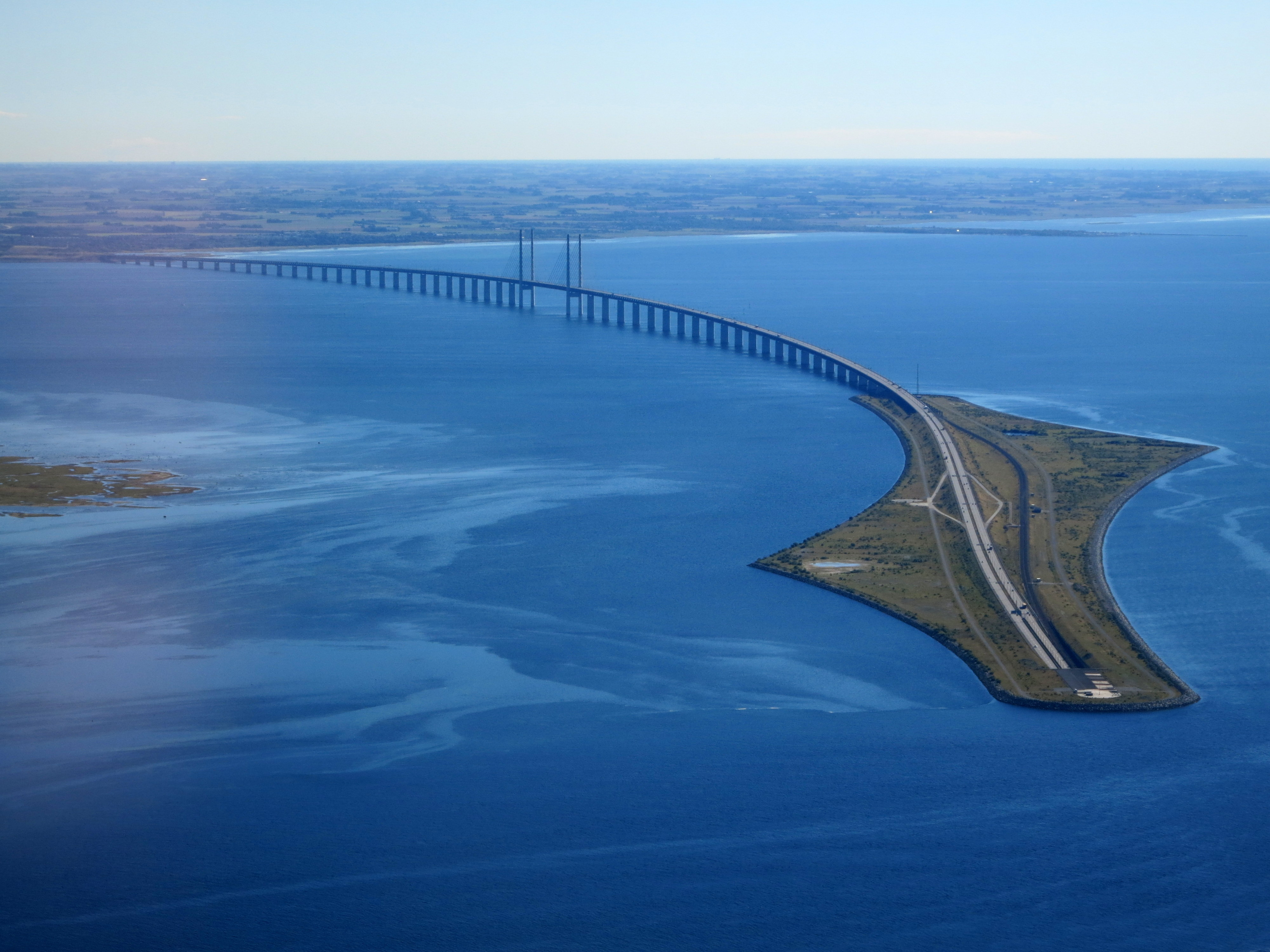
Ересуннський міст

Ересуннський міст (швед. Öresundsbron) — міст, що відкритий у 2000 році. З'єднує Швецію з Данією і Європейським континентом. Це і міст, і тунель, призначений для автомобільних і залізничних перевезень. Довжина мосту близько 8 км від узбережжя Швеції до штучного острова Пебергольм, який знаходиться посередині протоки Ересунн. Перетин протоки завершується підводним тунелем завдовжки 4 км під назвою Дрогда-тунель. Міст обійшовся в 3,8 млрд доларів США. На добу пропускає понад 60 тисяч автомобілів. Міст має одну з найдовших вант у світі — 490 метрів. Висота найвищого пілона 204 метри. Загальна довжина моста 7845 метрів, а його вага 82000 т. По мосту прокладена двоколійна залізниця і чотирисмугова автомагістраль. Міст має вертикальний зазор 57 метрів.

### Turning Torso

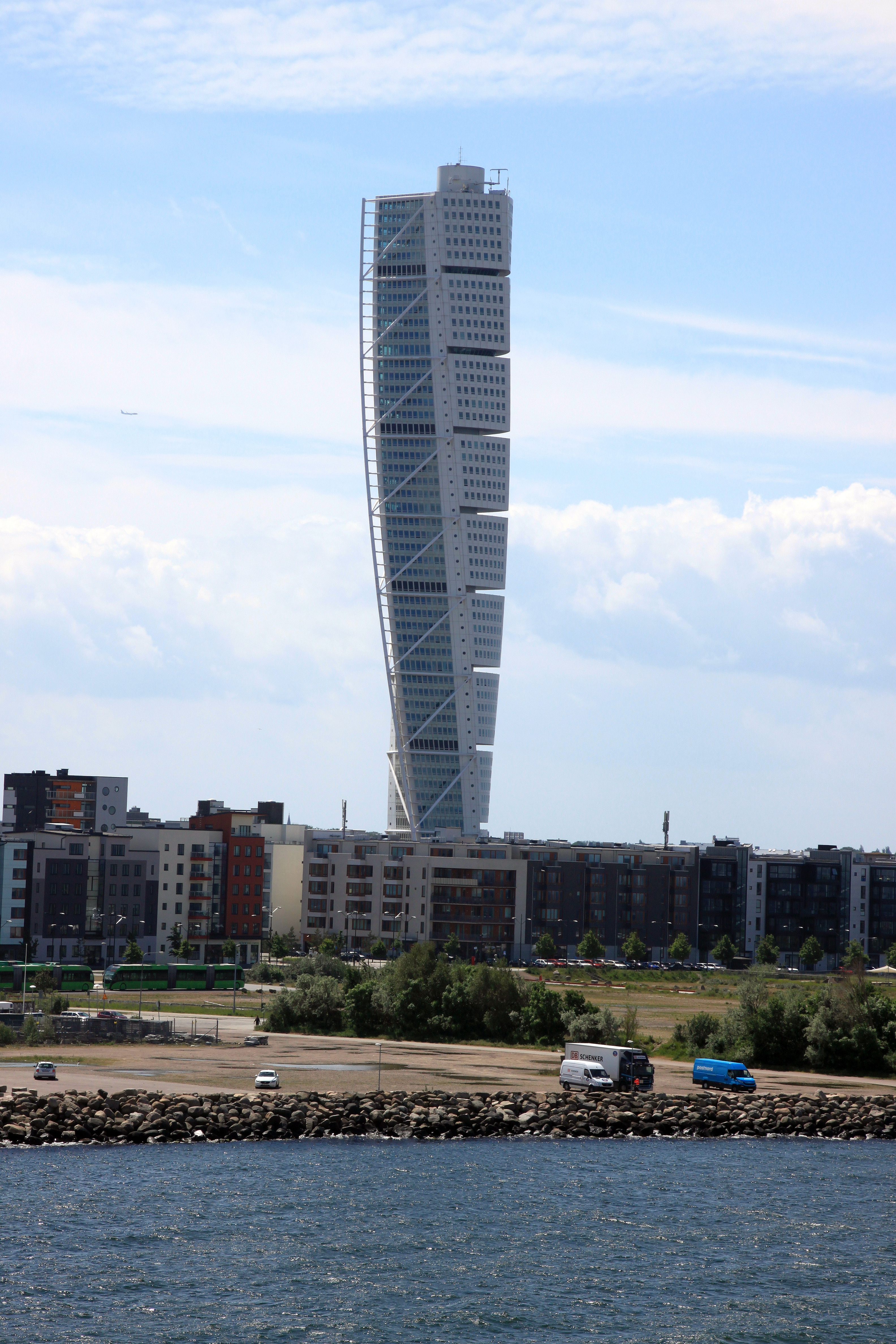

Turning Torso — 54-поверховий хмарочос заввишки 190 м. Найвища будівля у Скандинавії. Будівлю спроєктував іспанський архітектор Сантьяго Калатрава і офіційно її відкрито 27 серпня 2005 року. Прототипом конструкції будівлі послужила скульптура Сантьяго Калатрава «Twisting Torso» («Закручений торс»). Будівля Turning Torso поділена на дев'ять блоків, у кожному з яких — по п'ять поверхів. Блоки — це сегменти п'ятикутної форми, повернені навколо вертикального стрижня, що мають надійне закріплення сталевою структурою. В результаті, сегменти поступово повертаються за годинниковою стрілкою, і найвищий сегмент перекручений на 90 градусів щодо першого поверху. З 27 серпня 2005 року по 10 червня 2013 року було найвищим перекрученим хмарочом в світі, поступившись цим званням дубайській Вежі Кайян.

### Гамла Вестер
Гамла Вестер (швед. Gamla Väster) — це стара частина міста Мальме, врятована від знищення в 1970-х роках. Зараз це мальовнича і барвиста частина міста з дизайнерськими бутиками, ресторанами і художніми галереями в оточенні старовинних особняків і невеликих будинків.

### Західна бухта

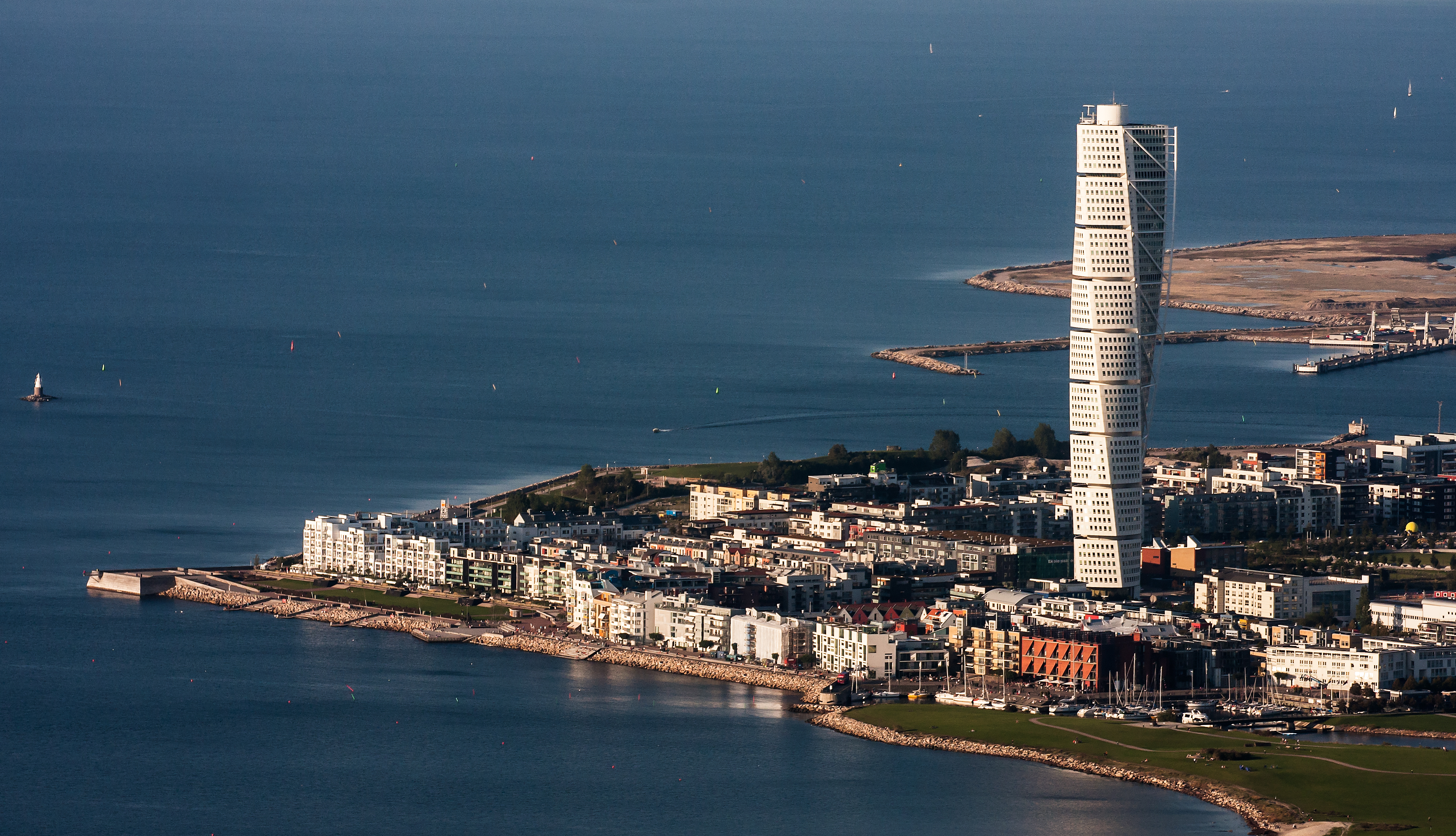
Західна гавань

Західна гавань (швед. Västra hamnen) — один з найбільш екологічних районів Мальме з дивовижною архітектурою. Звідси відкривається вид на протоку Ересунн і Ересуннський міст. Серед визначних пам'яток цього району — вражаючий хмарочос Turning Torso заввишки 190 метрів і парк Стапельбеддспаркен (Stapelbäddsparken), який привертає увагу скейтбордистів з усього світу. Тут є безліч мальовничих місць для прогулянок, купання, пікніків, активних занять спортом та ігор на свіжому повітрі, а також затишні ресторани і кафе. У цьому районі знаходиться пристань Dockan Marina, де можуть швартуватися гостьові судна.

### Музей сучасного мистецтва
Музей сучасного мистецтва є одним з провідних музеїв Європи і сучасного міжнародного мистецтва. Мальме має один з найкрасивіших виставкових залів в Швеції. Музей сучасного мистецтва був відкритий 26 грудня 2009 року в тісній співпраці з міською владою Мальме, регіоном Сконе і урядом Швеції.

### Станція Тріангельн

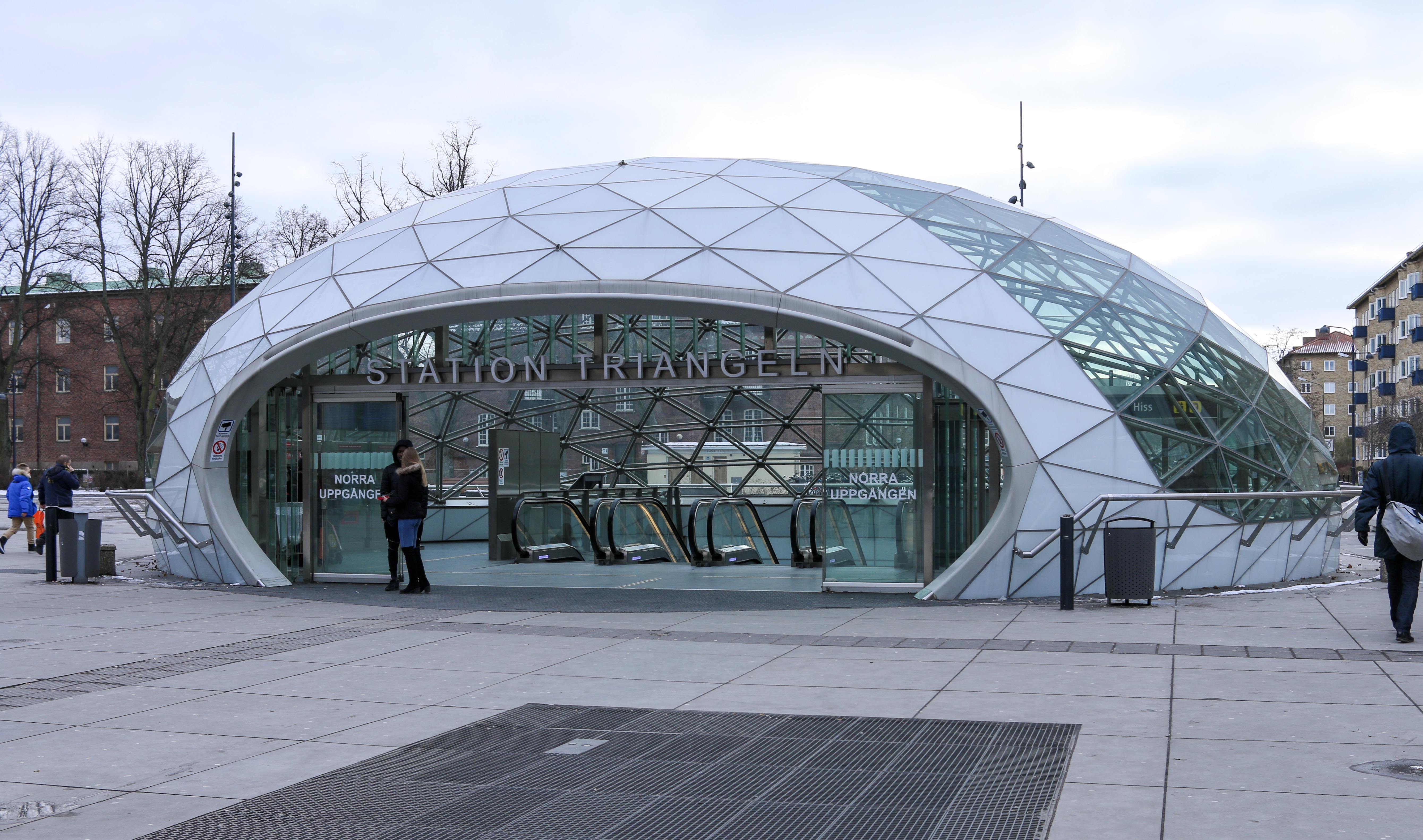
Станція Тріангельн

Станція Тріангельн була відкрита у 2010 році як частина новозбудованого Міського тунелю завдовжки 17 км, що з'єднує центральну частину Мальме і Ересунном. Станція розташована на глибині близько 25 метрів і складається з залу станції завдовжки 250 метрів, а також центральної платформи, двох прилеглих до неї залізничних колій і двох входів. Форма головного входу нагадує вхід до печери. Фактично, це ефектний портал в стилі модерн, який найкраще виглядає вночі при включеному штучному освітленні. Несуща сталева конструкція входу є невіддільною частиною архітектурного дизайну і викладена великою трикутною плиткою з міцного скла.

### Музей Мальме
Цікаві музеї з різними темами, що включають ручні вироби, військову техніку, мистецтво і транспорт, розташовані в районі замку Мальме і складають так званий музей Мальме. У всіх музеях є сувенірні лавки, кафе і ще багато чого цікавого.
Музей Мальме славиться чудовою колекцією шведської меблів і виробів народних промислів, а також найбільшої в Скандинавії колекцією північного мистецтва XX століття, у той час як Міський музей (Stadsmuseum) показує виставки, присвячені світовому мистецтву і культурної історії регіону. Лицарський зал містить різні експонати епохи Ренесансу і пізнього середньовіччя, як наприклад, регалії ордена святого Кнута. У північно-західній гарматній вежі відкрита виставка гармат і блискучих збруї.

Ні насильству

На невеликій відстані на захід від музею Мальме в технологічному і морському музеї (Teknikens och Sjöfartens Hus) розташовуються літаки, автомобілі, кінний трамвай, парові двигуни і чудовий підводний човен «U3» поза головної будівлі. Підводний човен був спущений у Карлскроні у 1943 році і виведена з експлуатації у 1967 році. На верхньому поверсі чудовий експериментальний зал дає можливість дітям різного віку із задоволенням провести свій час.
У будинку коменданта (Kommendanthuset) регулярно проводяться фотовиставки.

### Монумент «Ні насильству»
Також знана як «Ні насильству», бронзова скульптура шведського художника Карла Фредріка Ройтерсворда зображує негабаритний 0,357 Магнум з зав'язаним стволом і дулом, спрямованим вгору. Рутерсвард створив роботу в честь свого друга Джона Леннона після його вбивства. Скульптура у Мальме є одним з 16 екземплярів, розкиданих в усьому світі.